# Marko Rothmüller
Marko Rothmüller (Trnjani kraj Slavonskog Broda, 31. prosinca 1908. — Bloomington, Indiana 20. siječnja 1993.), bariton, pijanist i skladatelj
Marko Rothmüller je umjetnik iznimne glazbene kulture. Studirao je u Zagrebu a usavršavao se u Beču kod Regine Weiss, Franz Steinera (pjevanje) i Albana Berga (kompozicija). Debitirao je 1932. u Hamburgu u ulozi Ottkoara (Strijelac Vilenjak C.M. von Webera) te se odmah uvrstio među vodeće europske interprete herojskih baritonskih likova. U Zagrebu je djelovao od 1933. do 1935. God. 1935. seli u Zürich, gdje je do 1947. bio stalni član opere, istakavši se u Verdijevim (Amonasro, grof Luna, Macbeth) i Wagnerovim (Hans Sachs, Kothner, Talramund, Amfortas, Wolfram) ulogama. God. 1938., na praizvedbi Hindemithove opere Mathis der Maler u Zürichu, bio je prvi Truchsess. Između 1946. i 1949. bio je član bečke Staatsoper. U londonskom Covent Garden operi debitirao je 1939. kao Krušina u Prodanoj nevjesti, pod upravom Sir Thomasa Beechama, da bi se tamo vratio sa Staatsoperom 1947. kao Jochanaan (Saloma). Stalni član Covent Graden opere je bio je između 1948. i 1952. interpretirajući među ostalim Escamillia, Scarpiu, Kneza Igora, Nicka Shadowa i Tomskog, te Wozzecka u prvoj engleskoj scenskoj izvedbi Bergove opere, koju je dirigirao Erich Kleiber. U Glyndebourne operi nastupao je između 1949. i 1955. kao Guiglielmo, Count Almaviva, Don Carlo (Moć sudbine), Macbeth, i Nich Schadow. Povremeno je također pjevao i u operi u Edinburghu. U Americi je debitirao 1948. u New York City Center Opera (Amonasro), nakon čega je često nastupao na američkim koncertnim i opernim pozornicama. U Metropolitan Operi, New York, je debitirao 1959. godine kao Kothner u Wagnerovim Majstorima pjevačima, i nastupao tamo do 1961. te ponovo u sezoni 1964/65. God. 1955. bio je imevan profesorom pjevanja na Indiana University, Bloomington. Zanimanje za židovsku glazbu potaklo ga je na istražvanje njezine povijesti, aranžiranje sefardskih folklornih pjesama, a u Zagrebu (1932.) i u Zürichu (1942.) osnovao je Omanut, društvo za njegovanje židovske glazbe. Bio je majstor interpretacije popijevke[Čije?], što je zabilježeno i na snimkama gramofonske tvrtke EMI.

## Skladbe
- Tri palestinske narodne pjesme za mješoviti zbor i glasovir, Beč 1931.
- Hajimu Nahmanu Bjaliku u spomen za violinu, violu i violoncello, Zagreb 1936.
- Divertimento za trombon solo, timpane i gudački orkestar, London 1955.
- Mit Shakespeares XXX. Sonett za gudački kvartet, objavljeno u: C.T.Frey-Wehrlin, ur., Festschrift zum 60. Geburtstag C.A. Meier (Zürich, 1965) 9-13.
- Obrade više sefardskih religioznih folklornih pjesama (rkp.)
- Simfonija za gudače (rkp.).
- Dva gudačka kvarteta (rkp.).

## Znanstveni radovi
- Die Musik der Juden: Versuch einer geschichtlichen Darstellung ihrer Entwicklung (Zürich, 1951.)
- The Music of the Jews: An Historical Appreciation (London, 1953; New York, 1954 i 1960; Cranbury 1975.)
- Pronunciation of German Diction: Guidelines and Exercises for the Pronunciation of German in Speech and in Singing for Speakers of English (Bloomington, Ind. 1978.)